# Cop d'estat

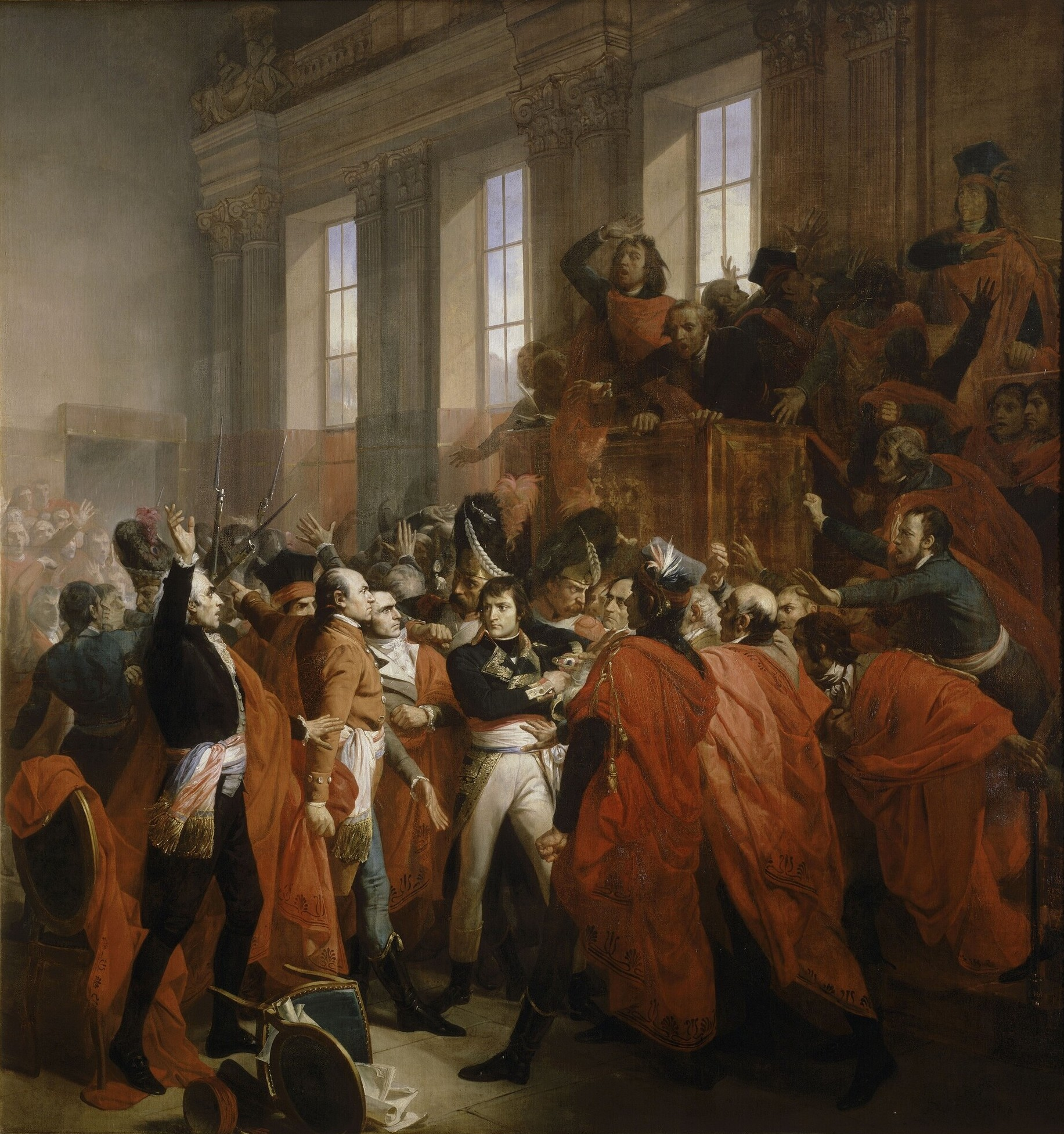
El general Napoleó Bonaparte durant el cop del 18 de Brumari a Saint-Cloud, detall de la pintura de François Bouchot, 1840

Un cop d'estat (del francès coup d'État) és la usurpació del poder vigent i la vulneració de la legalitat institucional a un estat liderada per membres del mateix estat, líders polítics, funcionaris o, més usualment, militars, i en alguns casos mitjançant el suport d'altres estats, amb l'objectiu d'aconseguir el poder. Quan aquests cops triomfen sovint el govern resultant esdevé de tipus dictatorial, que pot estendre's més o menys en el temps. En alguns casos aconsegueixen el poder ràpidament i en d'altres, en no triomfar durant els primers dies, poden generar una guerra civil. Es diu que un autocop d'estat té lloc quan un líder, havent arribat al poder per mitjans legals, intenta mantenir-se en el poder per mitjans il·legals.
Segons una estimació, hi va haver 457 intents de cop d'estat entre el 1950 i el 2010, la meitat dels quals van tenir èxit. La majoria dels intents de cop d'estat van ocórrer a mitjans dels anys seixanta, però també hi va haver un gran nombre d'intents de cop d'estat a mitjans dels anys setanta i principis dels anys noranta. Els cops d'estat que es van produir en el període posterior a la Guerra Freda han tingut més probabilitats de donar lloc a sistemes democràtics que els cops d'estat de la Guerra Freda, tot i que els cops d'estat encara perpetuen majoritàriament l'autoritarisme.
Molts factors poden conduir a l'ocurrència d'un cop d'estat, així com determinar l'èxit o el fracàs d'un cop d'estat. Un cop en marxa un cop d'estat, l'èxit del cop depèn de la capacitat dels colpistes de fer creure als altres que l'intent de cop tindrà èxit. El nombre de cops d'estat reeixits ha disminuït amb el temps. Els cops d'estat fallits en sistemes autoritaris probablement enfortiran el poder del governant autoritari. El nombre acumulat de cops d'estat és un fort predictor de futurs cops d'estat, un fenomen conegut com la "trampa del cop d'estat".
En el que s'anomena "a prova de cops d'estat", els règims creen estructures que dificulten que qualsevol petit grup prengui el poder. Aquestes estratègies de protecció contra cops d'estat poden incloure la col·locació estratègica de grups familiars, ètnics i religiosos a l'exèrcit i la fragmentació de les agències militars i de seguretat. Tanmateix, la protecció contra cops d'estat redueix l'eficàcia militar, ja que es prioritza la lleialtat per sobre de l'experiència a l'hora d'ocupar llocs clau dins de l'exèrcit.

## Origen i evolució del concepte
El terme prové del francès coup d'État, que literalment significa un «cop d'estat». (En francès, la paraula État (fr ) es posa en majúscula quan denota una entitat política sobirana.) Tot i que el concepte de cop d'estat ha aparegut en política des de l'antiguitat, l'expressió és d'ús relativament recent. El concepte de cop d'estat va començar a fer-se servir a la França del segle xvii per fer referència a una sèrie de mesures violentes i sobtades que prenia el Rei sense respectar la legislació ni les normes morals. Sovint era per desfer-se dels enemics quan el mateix rei creia que era necessari per mantenir la seguretat de l'Estat o el bé comú.
Un dels primers usos en textos traduïts del francès a l'anglès va ser el 1785 en una traducció impresa d'una carta d'un comerciant francès, comentant un decret arbitrari, o arrêt, emès pel rei francès que restringia la importació de llana britànica. El que podria ser el seu primer ús publicat dins d'un text compost en anglès és una nota de l'editor al London Morning Chronicle de 1804, que informa de la detenció per part de Napoleó a França de Moreau, Berthier, Masséna i Bernadotte: "Ahir hi va haver un informe en circulació sobre una mena de cop d'estat que havia tingut lloc a França, com a conseqüència d'una formidable conspiració contra el govern existent".
A la premsa britànica, la frase va arribar a ser utilitzada per descriure els diversos assassinats per part de la suposada policia secreta de Napoleó, els Gens d'Armes d'Elite, que va executar el duc d'Enghien: "els actors de la tortura, els distribuïdors de les begudes enverinades i els botxins secrets d'aquells individus o famílies desafortunats, que les mesures de seguretat de Bonaparte requereixen eliminar. En allò que els tirans revolucionaris anomenen grans cops d'estat, com ara la massacre, l'enverinament o l'ofegament en massa, són els empleats exclusivament."
El terme va evolucionar durant el segle xix per parlar de l'acció violenta d'un component de l'Estat, per exemple l'exèrcit, amb l'objectiu de desplaçar el poder vigent. Un exemple van ser els assassinats selectius de les forces armades napoleòniques. El concepte va cohabitar amb el de revolució, però aquest últim va quedar reservat per a moviments organitzats per civils aliens a l'Estat.
Ja durant el segle xx el 1930 va aparèixer el llibre Tecnica del colpo di Stato (Tècnica del cop d'estat) de Curzio Malaparte, que va imposar l'ús generalitzat del concepte ja amb la connotació moderna a partir de l'anàlisi crítica de les accions del feixisme i del nazisme. Malaparte aplicà el concepte del cop d'estat no només a una operació executada per integrants de l'Estat, sinó també per poders civils, que mitjançant la desestabilització del govern a través d'accions orientades a generar caos social provoquen la caiguda del poder i poden així accedir-hi ells. Per a Malaparte la diferència essencial del concepte de cop d'estat amb guerra civil i revolució és l'ús de la sorpresa i la curta durada de les operacions.
El segle xx el cop d'estat va adoptar la forma típica d'una acció de les forces armades desplaçant a la força el govern establert. Tanmateix, sobretot a partir del col·lapse de les dictadures llatinoamericanes, durant la dècada del 1980, els cops d'estat van anar adoptant formes més complexes i menys evidents, mitjançant tècniques de desestabilització econòmica i de generació de climes de caos social.

## Cops d'estat delseglexx
Són els més habituals, retallen les llibertats individuals, no respecten els drets humans i practiquen la repressió violenta dels opositors:
- 1908: Veneçuela - Juan Vicente Gómez derroca Cipriano Castro
- 1913: Mèxic - Cop d'estat de Victoriano Huerta
- 1913: Imperi Otomà - Cop d'estat dels Joves Turcs
- 1914: Perú - Óscar Benavides derroca Guillermo Billinghurst Angulo
- 1917: Costa Rica - Federico Alberto Tinoco Granados derroca Alfredo González Flores
- 1919: Perú - Augusto Leguía derroca José Pardo y Barreda
- 1922: Itàlia - Benito Mussolini triomfa amb la Marxa sobre Roma

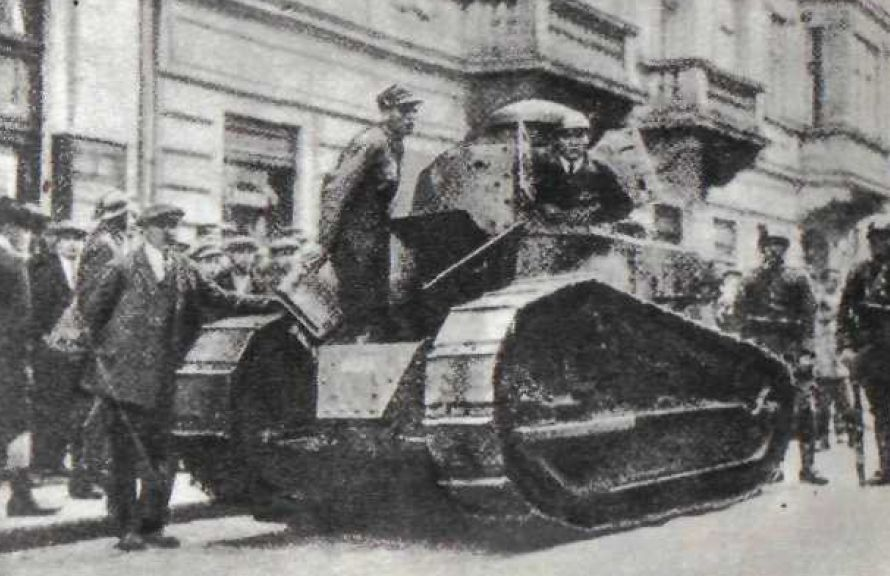
Cop d'estat militar a Polònia el 1926.

- Cop d'estat militar a Polònia el 1926.1923: Alemanya - Adolf Hitler fracassa en un cop d'estat
- 1923: Espanya - Cop d'estat de Primo de Rivera
- 1924: Xile - S'estableix una junta de govern presidida per Luis Altamirano per dissoldre el Congrés Nacional
- 1925: Xile - La junta de govern de Luis Altamirano queda derrocada a l'espera que arribi el president constitucional Arturo Alessandri Palma
- 1926: Polònia Cop d'estat de Józef Piłsudski
- 1929: Perú - Luis Miguel Sánchez Cerro derroca Augusto Leguía
- 1930: Argentina - El govern de Hipólito Yrigoyen queda derrocat
- 1931: Panamà - Cop d'estat contra el president Florencio Harmodio Arosemena per part de Ricardo J. Alfaro
- 1933: Uruguai - Cop d'estat de Gabriel Terra
- 1935: Grècia
- 1936: Grècia - Règim del 4 d'agost del general Metaxàs
- 1936: Espanya - Cop d'estat del 18 de juliol contra la Segona República per part del General Francisco Franco. Inici de la Guerra Civil espanyola
- 1937: Brasil - Cop d'estat de Getúlio Vargas
- 1943: Argentina
- 1947: Tailàndia
- 1952: Egipte
- 1953: Iran
- 1954: Paraguai
- 1948: Veneçuela
- 1962: Argentina
- 1964:
  - Cop d'Estat de 1964 al Brasil
  - Cop d'estat al Gabon de 1964
- 1966: Argentina
- 1967: Grècia - Dictadura dels Coronels (1967-1974)
- Intent de cop d'estat a la Unió Soviètica el 1991.1969: 
  - Muammar el Gaddafi a Líbia

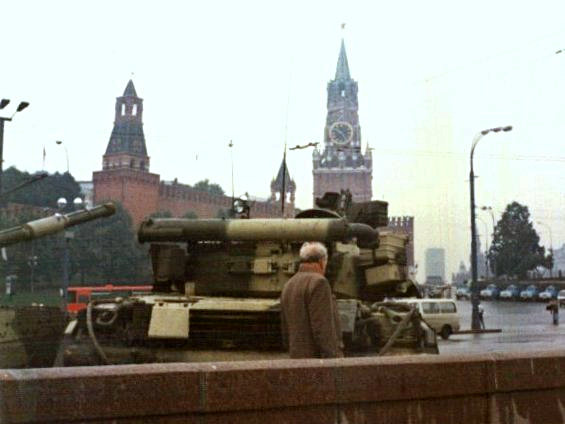
Intent de cop d'estat a la Unió Soviètica el 1991.

  - Cop d'estat a Somàlia sota la direcció del general Siad Barre
- 1973: 
  - Cop d'estat del 27 de juny de 1973 liderat per Juan María Bordaberry Arocena a l'Uruguai.[38]
  - Cop d'estat de l'11 de setembre de 1973 liderat per Augusto Pinochet Ugarte a Xile contra el govern d'Allende.
- 1976: Argentina
- 1980: Turquia - Cop d'estat del 1980 a Turquia
- 1981: Espanya - Cop d'estat del 23 de febrer
- 1999: Pakistan - Cop d'estat de Pervez Musharraf

## Cops d'estat delseglexxi
- 2006: Tailàndia
- 2008: Guinea - Cop d'estat a Guinea al 2008
- 2016: Turquia - Cop d'estat fracassat
- 2021: Myanmar - Cop d'estat a Myanmar de 2021
- 2023: Níger - Cop d'estat a Níger de 2023

## Cops d'estat evolucionistes
Són un cas poc habitual, i els solen realitzar militars progressistes per acabar amb dictadures o per reformar les institucions de l'Estat.
- 1889: Brasil, Proclamació de la República, el 15 de novembre
- 1910: Mèxic, Revolució Mexicana, el 10 de novembre
- 1958: Veneçuela, Revolució del 23 de gener
- 1974: Portugal, Revolució dels clavells
- 1989: Romania

## Termes relacionats

### Autocop
Un autocop o auto cop d'estat és una forma de cop d'estat en la qual el líder d'un estat, després d'haver arribat al poder per mitjans legals, dissol o deixa sense poder a la legislatura nacional i assumeix il·legalment poders extraordinaris que no es concedeixen en circumstàncies normals. Altres mesures adoptades poden incloure l'anul·lació de la constitució del país, la suspensió dels tribunals civils i l'assumpció de poders dictatorials per part del cap de govern. El terme prové de la paraula castellana autogolpe.

### Cop d'estat suau
Un cop d'estat suau, de vegades anomenat cop silenciós o cop incruent, és un enderrocament il·legal d'un govern, però a diferència d'un cop d'estat normal, s'aconsegueix sense l'ús de la força ni la violència.

### Cop d'estat de palau
Un cop d'estat de palau o revolució de palau és un cop d'estat en què una facció dins del grup governant desplaça una altra facció dins d'un grup governant. Juntament amb les protestes populars, els cops d'estat de palau són una amenaça important per als dictadors. La conspiració de l'harem del segle XII aC va ser un dels primers intents. Els cops d'estat de palau eren habituals a la Xina imperial . També s'han produït entre la dinastia Habsburg a Àustria, la dinastia Al-Thani a Qatar, i a Haití entre els segles XIX i principis del XX. La majoria dels tsars russos entre 1725 i 1801 van ser enderrocats o van usurpar el poder en cops de palau.

### Putsch
El terme Putsch ([pʊtʃ], de l'alemany suís per a 'cop'), denota les accions politicomilitars d'un cop reaccionari minoritari. El terme va ser encunyat inicialment per al Züriputsch del 6 de setembre de 1839 a Suïssa. També es va utilitzar per a intents de cop d'estat a l'Alemanya de Weimar, com ara el Putsch de Kapp de 1920, el Putsch de Küstrin i el Putsch de la Cerveseria d'Adolf Hitler de 1923.
La Nit dels Ganivets Llargs de 1934 va ser la purga política de Hitler per eliminar els oponents, en particular la facció paramilitar liderada per Ernst Röhm, però la propaganda nazi la va justificar com la prevenció d'un suposat cop d'estat planejat o intentat per Röhm. El terme nazi Röhm-Putsch encara és utilitzat pels alemanys per descriure l'esdeveniment, sovint amb cometes, com el "anomenat Röhm Putsch".
El cop d'estat d'Alger de 1961 i el cop d'estat d'agost de 1991 també utilitzen el terme.
La rebel·lió del Grup Wagner del 2023 també ha estat qualificada de cop d'estat.

### Pronunciamientoycuartelazo
Pronunciamiento (Pronunciament) és un terme d'origen espanyol per a un tipus de coup d'état . Concretament el pronunciamiento és la declaració formal que deposa el govern anterior i justifica la instal·lació del nou govern pel golpe de estado . Un autor distingeix un cop d'estat, en què una facció militar o política pren el poder per a si mateixa, d'un pronunciamiento, en què els militars derroquen el govern existent i lliuren el poder a un nou govern aparentment civil.
Una "revolta de casernes" o cuartelazo és un altre tipus de revolta militar, del terme castellà cuartel ('quarter' o 'caserna'), en què el motí de guarnicions militars específiques provoca una revolta militar més gran contra el govern.

## Altres
Altres tipus de presa de poder, reals o intentades, de vegades s'anomenen "cops amb adjectius". El terme apropiat pot ser subjectiu i comporta implicacions normatives, analítiques i polítiques.
- Cop d'estat de la societat civil
- Cop constitucional, d'acord amb la constitució, sovint explotant llacunes legals o ambigüitats
- Contracop d'estat, un cop d'estat per revocar el resultat d'un cop d'estat anterior
- Cop d'estat demòcrata
- Cop d'estat dissident, en què els culpables són nominalment manifestants sense el suport de cap unitat militar o policial (per exemple, de vegades s'utilitza per descriure l'assalt al Capitoli dels Estats Units de 2021)[59][60]
- Cop electoral
- Cop judicial, un cop "legal", que utilitza el poder judicial com a instrument principal. * Cop d'estat de mercat
- Cop mèdic, en què un líder és declarat incapacitat pels metges, com ara el Tunísia el 1987
- Cop militar
- Cop parlamentari
- Cop presidencial
- Cop reial, en què un monarca destitueix els líders elegits democràticament i s'apodera de tot el poder (per exemple, la Dictadura del 6 de gener d'Alexandre I de Iugoslàvia)[61]
- Cop d'estat a càmera lenta (o a moviment lent o a rodament lent)

### Revolució, rebel·lió
Mentre que un cop d'estat sol ser una conspiració d'un grup petit, una revolució o rebel·lió sol ser iniciada espontàniament per grups més grans de persones descoordinades. La distinció entre una revolució i un cop d'estat no sempre és clara. De vegades, els seus conspiradors qualifiquen un cop d'estat de revolució per fingir legitimitat democràtica.

## Prevalença i història
Segons el conjunt de dades de cops d'estat de Clayton Thyne i Jonathan Powell, hi va haver 457 intents de cop d'estat entre el 1950 i el 2010, dels quals 227 (49,7%) van tenir èxit i 230 (50,3%) no van tenir èxit. Descobreixen que els cops d'estat "han estat més comuns a l'Àfrica i les Amèriques (36,5% i 31,9%, respectivament). Àsia i l'Orient Mitjà han experimentat el 13,1% i el 15,8% del total de cops d'estat mundials, respectivament. Europa ha experimentat, amb diferència, el menor nombre d'intents de cop d'estat: un 2,6%". La majoria dels intents de cop d'estat van tenir lloc a mitjans dels anys seixanta, però també hi va haver un gran nombre d'intents de cop d'estat a mitjans dels anys setanta i principis dels anys noranta. Del 1950 al 2010, la majoria dels cops d'estat van fracassar a l'Orient Mitjà i a l'Amèrica Llatina. Tenien una probabilitat d'èxit una mica més alta a l'Àfrica i a Àsia. El nombre de cops d'estat reeixits ha disminuït amb el temps.
Diversos conjunts de dades de ciències polítiques documenten intents de cop d'estat arreu del món i al llarg del temps, generalment començant en el període posterior a la Segona Guerra Mundial. Alguns exemples importants són el conjunt de dades Global Instances of Coups, el conjunt de dades Coups & Political Instability del Center of Systemic Peace, el Coup d'État Project del Cline Center, el conjunt de dades del cop d'estat Colpus i el conjunt de dades Coups and Agency Mechanism. Un estudi del 2023 va argumentar que els principals conjunts de dades de cops d'estat tendeixen a dependre excessivament de fonts de notícies internacionals per recopilar la seva informació, cosa que podria esbiaixar els tipus d'esdeveniments inclosos. Les seves conclusions mostren que, si bé aquesta estratègia és suficient per recopilar informació sobre cops d'estat reeixits i fallits, els intents de recopilar dades sobre complots i rumors de cop d'estat requereixen una major consulta de fonts regionals i locals específiques.

## Predictors
Una revisió de la literatura acadèmica del 2003 va trobar que els factors següents van influir en els cops d'estat:
- greuges personals dels oficials
- greus organitzatius militars
- popularitat militar
- cohesió actitudinal militar
- declivi econòmic
- crisi política interna
- contagi d'altres cops regionals
- amenaça externa
- participació en la guerra
- col·lusió amb una potència militar estrangera
- doctrina de seguretat nacional militar
- cultura política dels oficials
- institucions no inclusives
- llegat colonial
- desenvolupament econòmic
- exportacions no diversificades
- composició de la classe dels oficials
- mida militar
- força de la societat civil
- legitimitat del règim i cops d'estat passats.[68][15]

La revisió bibliogràfica d'un estudi del 2016 inclou mencions de faccionalisme ètnic, governs estrangers favorables, inexperiència dels líders, creixement lent, xocs en els preus de les matèries primeres i pobresa.
S'ha descobert que els cops d'estat apareixen en entorns molt influenciats per les potències militars. Molts dels factors esmentats estan relacionats amb la cultura militar i les dinàmiques de poder. Aquests factors es poden dividir en múltiples categories, dues de les quals són una amenaça als interessos militars i el suport als interessos militars. Si els interessos van en qualsevol direcció, l'exèrcit es trobarà o bé capitalitzant aquest poder o bé intentant recuperar-lo.
Sovint, la despesa militar és un indicador de la probabilitat d'un cop d'estat. Nordvik va descobrir que al voltant del 75% dels cops d'estat que van tenir lloc en molts països diferents van sorgir de la despesa militar i dels guanys inesperats de petroli.

### Cop d'estat trampa
L'acumulació de cops d'estat anteriors és un fort predictor de futurs cops d'estat, un fenomen anomenat trampa del cop d'estat. Un estudi del 2014 de 18 països llatinoamericans va concloure que l'establiment d'una competència política oberta ajuda a treure els països del parany del cop d'estat i redueix els cicles d'inestabilitat política.

### Tipus de règim i polarització
Els règims híbrids són més vulnerables als cops d'estat que els estats molt autoritaris o els estats democràtics. Un estudi del 2021 va trobar que els règims democràtics no tenien una probabilitat substancialment més gran de patir cops d'estat. Un estudi del 2015 conclou que el terrorisme està fortament associat amb la reorganització dels cops d'estat. Un estudi del 2016 conclou que hi ha un component ètnic en els cops d'estat: "Quan els líders intenten construir exèrcits ètnics o desmantellar els creats pels seus predecessors, provoquen una resistència violenta per part dels oficials militars". Un altre estudi del 2016 mostra que les protestes augmenten el risc de cops d'estat, presumiblement perquè alleugen els obstacles de coordinació entre els colpistes i fan que els actors internacionals siguin menys propensos a castigar els líders colpistes. Un tercer estudi del 2016 conclou que els cops d'estat són més probables després de les eleccions a les autocràcies quan els resultats revelen debilitat electoral de l'autòcrata en el càrrec. Un quart estudi del 2016 conclou que la desigualtat entre les classes socials augmenta la probabilitat de cops d'estat. Un cinquè estudi del 2016 no troba proves que els cops d'estat siguin contagiosos; un cop d'estat en una regió no fa que sigui probable que se'n produeixin d'altres a la regió. Un estudi va trobar que els cops d'estat són més propensos a ocórrer en estats amb poblacions petites, ja que hi ha menys problemes de coordinació per als colpistes.
En les autocràcies, la freqüència dels cops d'estat sembla estar afectada per les normes de successió vigents, i les monarquies amb una regla de successió fixa estan molt menys afectades per la inestabilitat que les autocràcies menys institucionalitzades.
Un estudi del 2014 de 18 països llatinoamericans al segle XX va concloure que els poders legislatius de la presidència no influeixen en la freqüència dels cops d'estat.
Un estudi del 2019 va descobrir que quan la política d'un país està polaritzada i la competència electoral és baixa, els cops d'estat amb reclutament civil són més probables.
Un estudi del 2023 va descobrir que és més probable que les elits civils s'associïn amb la instigació de cops militars, mentre que els civils integrats a les xarxes socials són més propensos a estar associats amb la consolidació de cops militars.

### Disputes territorials, conflictes interns i conflictes armats
Un estudi del 2017 va descobrir que els líders autocràtics els estats dels quals estaven involucrats en rivalitats internacionals per territoris en disputa tenien més probabilitats de ser enderrocats en un cop d'estat. Els autors de l'estudi expliquen per què passa això amb la següent lògica:
| «                  | Els governants autocràtics que inverteixen en rivalitats espacials necessiten enfortir l'exèrcit per tal de competir amb un adversari estranger. L'imperatiu de desenvolupar un exèrcit fort posa els dictadors en una situació paradoxal: per competir amb un estat rival, han de donar poder a la mateixa agència —l'exèrcit— que té més probabilitats d'amenaçar la seva pròpia supervivència en el càrrec. | » |
| — estudi del 2017, | |   |

No obstant això, dos estudis del 2016 van trobar que els líders que estaven involucrats en enfrontaments i conflictes militaritzats tenien menys probabilitats d'afrontar un cop d'estat.
Un estudi del 2019 va descobrir que els estats que havien signat recentment acords de pau durant la guerra civil tenien moltes més probabilitats de patir cops d'estat, en particular quan aquests acords contenien disposicions que posaven en perill els interessos dels militars.

### Oposició popular i rebel·lions regionals
La recerca suggereix que les protestes inciten els cops d'estat, ja que ajuden les elits dins de l'aparell estatal a coordinar-los.
Un estudi del 2019 va descobrir que les rebel·lions regionals feien més probables els cops d'estat per part dels militars.

### Economia, desenvolupament i factors de recursos
Un estudi del 2018 va trobar que "es considera que les crisis en els preus del petroli promouen cops d'estat en països amb molta producció de petroli a terra, alhora que els impedeixen en països amb molta producció de petroli a alta mar". L'estudi argumenta que els estats que tenen riquesa petroliera a terra tendeixen a desenvolupar el seu exèrcit per protegir el petroli, mentre que els estats no ho fan per a la riquesa petroliera a alta mar.
Un estudi del 2020 va descobrir que les eleccions tenien un impacte bilateral en els intents de cop d'estat, depenent de l'estat de l'economia. Durant els períodes d'expansió econòmica, les eleccions van reduir la probabilitat d'intents de cop d'estat, mentre que les eleccions durant les crisis econòmiques van augmentar la probabilitat d'intents de cop d'estat.
Un estudi del 2021 va descobrir que les nacions riques en petroli veuen un risc pronunciat d'intents de cop d'estat, però és poc probable que aquests cops tinguin èxit.

### A prova de cops d'estat
En el que s'anomena "a prova de cops d'estat", els règims creen estructures que dificulten que qualsevol petit grup prengui el poder. Aquestes estratègies de protecció contra cops d'estat poden incloure la col·locació estratègica de grups familiars, ètnics i religiosos a l'exèrcit; la creació d'una força armada paral·lela a l'exèrcit regular; i el desenvolupament de múltiples agències de seguretat interna amb jurisdicció superposada que es supervisen constantment les unes a les altres. També pot implicar augments salarials i ascensos freqüents per a membres de l'exèrcit, i l'ús deliberat de buròcrates diversos. La recerca mostra que algunes estratègies de protecció contra cops d'estat redueixen el risc que es produeixin cops d'estat. Tanmateix, la protecció contra cops d'estat redueix l'efectivitat militar, i limita les rendes que un governant pot extreure. Una de les raons per les quals els governs autoritaris tendeixen a tenir exèrcits incompetents és que els règims autoritaris temen que el seu exèrcit faci un cop d'estat o permeti que una revolta interna continuï sense interrupcions; en conseqüència, els governants autoritaris tenen incentius per col·locar lleials incompetents en llocs clau de l'exèrcit.
Un estudi del 2016 mostra que la implementació de normes de successió redueix l'ocurrència d'intents de cop d'estat. Es creu que les normes de successió dificulten els esforços de coordinació entre els colpistes, ja que apaivaguen les elits, que tenen més a guanyar amb paciència que amb conspiració.
Segons els politòlegs Curtis Bell i Jonathan Powell, els intents de cop d'estat als països veïns comporten una major protecció contra els cops d'estat i una repressió relacionada amb els cops d'estat en una regió. Un estudi del 2017 conclou que les estratègies de protecció contra cops d'estat dels països estan molt influenciades per altres països amb històries similars. La resistència als cops d'estat és més probable a les antigues colònies franceses.
Un estudi del 2018 publicat al Journal of Peace Research va descobrir que els líders que sobreviuen als intents de cop d'estat i responen eliminant rivals coneguts i potencials tenen més probabilitats de tenir mandats més llargs com a líders. Un estudi del 2019 a Conflict Management and Peace Science va descobrir que les dictadures personalistes tenen més probabilitats de prendre mesures a prova de cops d'estat que altres règims autoritaris; els autors argumenten que això es deu al fet que "els personalistes es caracteritzen per institucions febles i bases de suport estretes, una manca d'ideologies unificadores i vincles informals amb el governant".
En el seu llibre del 2022 Revolució i dictadura: els orígens violents de l'autoritarisme durador, els politòlegs Steven Levitsky i Lucan Way van descobrir que la fusió politicomilitar, on el partit governant està altament interconnectat amb l'exèrcit i ha creat les estructures administratives de l'exèrcit des del seu inici, és extremadament eficaç per prevenir cops militars. Per exemple, l'Exèrcit Popular d'Alliberament va ser creat pel Partit Comunista Xinès durant la Guerra Civil Xinesa, i mai va instigar un cop militar, ni tan sols després de fracassos polítics a gran escala (és a dir, el Gran Salt Endavant) o la inestabilitat política extrema de la Revolució Cultural.
Alguns estudiosos han postulat que el reclutament de legionaris estrangers en exèrcits nacionals pot reduir la probabilitat de cops militars.
L'estudi va descobrir que aproximadament la meitat de tots els cops d'estat en dictadures —tant durant com després de la Guerra Freda— instal·len nous règims autocràtics. Les noves dictadures impulsades per cops d'estat exerceixen nivells de repressió més alts l'any posterior al cop que els que hi havia l'any anterior. Un terç dels cops d'estat en dictadures durant la Guerra Freda i el 10% dels posteriors van reorganitzar el lideratge del règim. Les democràcies es van instal·lar després del 12% dels cops d'estat durant la Guerra Freda en dictadures i del 40% de les posteriors a la Guerra Freda.

## Resultats
Els cops d'estat reeixits són un mètode de canvi de règim que frustra la transició pacífica del poder. Un estudi del 2016 classifica quatre possibles resultats dels cops d'estat en dictadures:
- Cop d'estat fallit
- Cap canvi de règim, com quan un líder és destituït il·legalment del poder sense canviar el grup dirigent o el tipus de govern.
- Substitució de la dictadura en funcions per una altra
- Enderrocament de la dictadura seguit de democratització (també anomenats "cops democràtics")[124]

Els cops d'estat que es van produir en el període posterior a la Guerra Freda han tingut més probabilitats de donar lloc a sistemes democràtics que els cops d'estat de la Guerra Freda, tot i que els cops d'estat encara perpetuen majoritàriament l'autoritarisme. Els cops d'estat que es produeixen durant les guerres civils escurcen la durada de la guerra.

## Impacte

### democràcia
| Període de temps         | Tipus de règim inicial | % de règims que s'enfronten a cops d'estat en el període |
| ------------------------ | ---------------------- | -------------------------------------------------------- |
| 1950–1990 (Guerra Freda) | Autocràcies            | 49%                                                      |
| 1950–1990 (Guerra Freda) | democràcies            | 35%                                                      |
| 1990–2015                | Autocràcies            | 12%                                                      |
| 1990–2015                | democràcies            | 12%                                                      |

Des del final de la Guerra Freda, els cops d'estat s'han tornat més rars i és més probable que siguin seguits de la democratització. Els cops d'estat sovint simplement substitueixen una autocràcia per una altra (amb el nou règim autocràtic generalment més repressiu, en un intent d'evitar un altre cop) o no tenen cap efecte sobre el tipus de règim.
El 2017, es va debatre si els cops d'estat a les autocràcies s'havien de considerar ara com a promotors de la democratització, de mitjana, o si les possibilitats de democratització dels països encara no han canviat o han empitjorat a causa dels cops (ja que la democratització pot tenir lloc sense un cop). Una de les raons de l'augment de la possibilitat de democratització és que una proporció més alta de cops d'estat (la meitat dels cops d'estat posteriors a la Guerra Freda) ara tenen lloc en democràcies (un percentatge més alt de països també són democràcies). Els països democràtics sovint es recuperen ràpidament dels cops d'estat, restaurant la democràcia, però els cops d'estat en una democràcia són un signe de mala salut política i augmenten el risc de futurs cops d'estat i pèrdua de democràcia. El conjunt de dades és petit, de manera que la significació estadística varia segons el model utilitzat, el 2017; el debat acabarà si les dades sobre més cops d'estat deixen clar el patró.L'augment de les possibilitats de democratització posteriors al cop d'estat després de la Guerra Freda pot ser degut en part als incentius creats per la pressió i el finançament internacionals. La llei dels EUA, per exemple, talla automàticament tota l'ajuda a un país si hi ha un cop militar. Segons un estudi del 2020, "les reaccions externes als cops d'estat tenen un paper important en si els líders colpistes s'orienten cap a l'autoritarisme o cap a una governança democràtica". Quan reben el suport d'actors democràtics externs, els líders colpistes tenen un incentiu per impulsar la convocatòria d'eleccions per mantenir el suport extern i consolidar la legitimitat interna. Quan són condemnats, els líders colpistes tendeixen a inclinar-se cap a l'autoritarisme per assegurar la seva supervivència.
Però els conspiradors del cop d'estat també diuen cada cop més que van triar un cop d'estat per salvar el seu país dels governants autocràtics. Els conspiradors que tenen èxit poden celebrar eleccions lliures i justes simplement perquè pensen que és una bona idea. El desig de creixement econòmic i legitimitat també s'ha citat com a motivacions per a la democratització.
El jurista Ilya Somin creu que un cop d'estat per enderrocar per la força un govern democràtic de vegades pot estar justificat. En comentar l'intent de cop d'estat turc del 2016, Somin va opinar:
| «             | Hi hauria d'haver una forta presumpció en contra de destituir per la força un règim democràtic. Però aquesta presumpció es podria superar si el govern en qüestió representa una greu amenaça per als drets humans, o és probable que destrueixi la democràcia en si tancant la competència política futura. | » |
| — Ilya Somin, | |   |

### Repressió i contracops
S'ha argumentat que els cops d'estat fallits podrien motivar un règim a reformar-se i reduir la repressió. Aquestes reformes no són evidents a les dades, A 2017. Els cops d'estat que fracassen, o simplement reorganitzen el lideratge sense canviar el sistema, generalment no canvien la quantitat de repressió (mesurada en assassinats sancionats pel govern i progovernamentals).
Els cops d'estat que condueixen a la democratització, com era d'esperar, redueixen la repressió, i els cops d'estat que introdueixen un nou règim autocràtic l'augmenten. Les autocràcies posteriors a la Guerra Freda i posteriors al cop d'estat semblen haver esdevingut més repressives i les democràcies posteriors al cop d'estat menys repressives; per tant, la bretxa entre elles és més gran que durant la Guerra Freda.
Fent una mitjana entre els resultats democràtics i no democràtics, la majoria de cops d'estat semblen tendir a augmentar la repressió estatal, fins i tot els cops contra autòcrates que ja eren força repressius. L'interval de temps en què es mesura la violència importa. Els mesos posteriors a un cop d'estat incruent poden ser sagnants. La petita mida de la mostra i l'alta variabilitat fan que aquesta conclusió tampoc arribi a ser estadísticament significativa i no es pugui extreure una conclusió ferma.
Fent una mitjana entre els resultats democràtics i no democràtics, la majoria de cops d'estat semblen tendir a augmentar la repressió estatal, fins i tot els cops contra autòcrates que ja eren força repressius. L'interval de temps en què es mesura la violència importa. Els mesos posteriors a un cop d'estat incruent poden ser sagnants. La petita mida de la mostra i l'alta variabilitat fan que aquesta conclusió tampoc arribi a ser estadísticament significativa i no es pugui extreure una conclusió ferma.
Segons Naunihal Singh, autor de Seizing Power: The Strategic Logic of Military Coups (2014), és "bastant rar" que el govern en funcions purgui violentament l'exèrcit després d'un cop d'estat fallit. Si comença la matança massiva d'elements de l'exèrcit, inclosos oficials que no van participar en el cop d'estat, això podria desencadenar un "contracop d'estat" per part de soldats que tenen por de ser els següents. Per evitar un contracop tan desesperat que pot tenir més èxit que l'intent inicial, els governs solen recórrer a acomiadar oficials destacats i substituir-los per lleials.
Entre els contracops notables hi ha el contracop otomà de 1909, el contracop laosià de 1960, les matances massives a Indonesia de 1965-66, el contracop nigerià de 1966, el contracop grec de 1967, el contracop sudanès de 1971 i el cop d'estat del 12 de desembre a Corea del Sud .
Un estudi del 2017 conclou que l'ús de la radiodifusió estatal per part del règim colpista després del cop d'estat de Mali del 2012 no va augmentar l'aprovació explícita del règim.

### Resposta internacional
La comunitat internacional tendeix a reaccionar negativament als cops d'estat reduint l'ajuda i imposant sancions. Un estudi del 2015 conclou que "els cops d'estat contra les democràcies, els cops d'estat després de la Guerra Freda i els cops d'estat en estats fortament integrats a la comunitat internacional tenen més probabilitats de provocar una reacció global". Un altre estudi del 2015 mostra que els cops d'estat són el predictor més fort de la imposició de sancions democràtiques. Un tercer estudi del 2015 conclou que els estats occidentals reaccionen amb més contundència contra els cops d'estat o possibles abusos democràtics i dels drets humans. Un estudi del 2016 mostra que la comunitat internacional de donants en el període posterior a la Guerra Freda penalitza els cops d'estat reduint l'ajuda exterior. Els EUA han estat inconsistents en l'aplicació de sancions d'ajuda contra els cops d'estat tant durant la Guerra Freda com després de la Guerra Freda, una probable conseqüència dels seus interessos geopolítics.
Organitzacions com la Unió Africana (UA) i l'Organització dels Estats Americans (OEA) han adoptat marcs anticolpistes. Mitjançant l'amenaça de sancions, les organitzacions intenten activament frenar els cops d'estat. Un estudi del 2016 conclou que la UA ha jugat un paper significatiu en la reducció dels cops d'estat africans.
Un estudi del 2017 va descobrir que les respostes internacionals negatives, especialment les d'actors poderosos, tenen un efecte significatiu en l'escurçament de la durada dels règims creats en cops d'estat.
Segons un estudi del 2020, els cops d'estat augmenten el cost dels préstecs i augmenten la probabilitat d'impagament sobirà.